# Oisseau
Oisseau és un municipi francès situat al departament de Mayenne i a la regió de País del Loira. L'any 2007 tenia 1.109 habitants.

## Demografia

### Població
El 2007 la població de fet d'Oisseau era de 1.109 persones. Hi havia 451 famílies de les quals 137 eren unipersonals (57 homes vivint sols i 80 dones vivint soles), 142 parelles sense fills, 157 parelles amb fills i 15 famílies monoparentals amb fills.
La població ha evolucionat segons el següent gràfic:
Habitants censats

### Habitatges
El 2007 hi havia 568 habitatges, 454 eren l'habitatge principal de la família, 58 eren segones residències i 56 estaven desocupats. 554 eren cases i 11 eren apartaments. Dels 454 habitatges principals, 329 estaven ocupats pels seus propietaris, 122 estaven llogats i ocupats pels llogaters i 3 estaven cedits a títol gratuït; 2 tenien una cambra, 17 en tenien dues, 77 en tenien tres, 111 en tenien quatre i 247 en tenien cinc o més. 333 habitatges disposaven pel capbaix d'una plaça de pàrquing. A 188 habitatges hi havia un automòbil i a 216 n'hi havia dos o més.

### Piràmide de població
La piràmide de població per edats i sexe el 2009 era:
| Homes | Edats   | Dones |
| ----- | ------- | ----- |
| 0     | 95 o +  | 0     |
| 4     | 90 a 94 | 8     |
| 8     | 85 a 89 | 28    |
| 8     | 80 a 84 | 12    |
| 28    | 75 a 79 | 48    |
| 40    | 70 a 74 | 32    |
| 20    | 65 a 69 | 16    |
| 12    | 60 a 64 | 24    |
| 32    | 55 a 59 | 16    |
| 16    | 50 a 54 | 16    |
| 68    | 45 a 49 | 52    |
| 36    | 40 a 44 | 52    |
| 32    | 35 a 39 | 16    |
| 64    | 30 a 34 | 36    |
| 20    | 25 a 29 | 36    |
| 28    | 20 a 24 | 12    |
| 52    | 15 a 19 | 16    |
| 40    | 10 a 14 | 36    |
| 20    | 5 a 9   | 36    |
| 28    | 0 a 4   | 28    |

## Economia
El 2007 la població en edat de treballar era de 647 persones, 517 eren actives i 130 eren inactives. De les 517 persones actives 489 estaven ocupades (267 homes i 222 dones) i 28 estaven aturades (16 homes i 12 dones). De les 130 persones inactives 68 estaven jubilades, 33 estaven estudiant i 29 estaven classificades com a «altres inactius».

### Ingressos
El 2009 a Oisseau hi havia 473 unitats fiscals que integraven 1.163 persones, la mediana anual d'ingressos fiscals per persona era de 16.183 €.

### Activitats econòmiques
Dels 28  establiments que hi havia el 2007, 1 era d'una empresa extractiva, 1 d'una empresa alimentària, 7 d'empreses de construcció, 6 d'empreses de comerç i reparació d'automòbils, 2 d'empreses d'hostatgeria i restauració, 2 d'empreses financeres, 1 d'una empresa immobiliària, 2 d'empreses de serveis, 5 d'entitats de l'administració pública i 1 d'una empresa classificada com a «altres activitats de serveis».
Dels 8 establiments de servei als particulars que hi havia el 2009, 1 era un taller de reparació d'automòbils i de material agrícola, 2 guixaires pintors, 2 fusteries, 1 electricista, 1 empresa de construcció i 1 perruqueria.
Dels 2 establiments comercials que hi havia el 2009, 1 era una fleca i 1 una carnisseria.
L'any 2000 a Oisseau hi havia 68 explotacions agrícoles que ocupaven un total de 2.585 hectàrees.

## Equipaments sanitaris i escolars
El 2009 hi havia 1 farmàcia i 1 ambulància.
El 2009 hi havia una escola elemental.

## Poblacions més properes
El següent diagrama mostra les poblacions més properes.